# Истомин, Николай Михайлович
Николай Михайлович Истомин (1855—?) — генерал-лейтенант, командир 5-го Кавказского армейского корпуса.

## Биография
Родился 9 (21) мая 1855 1855 года.
7 сентября 1868 года поступил в Штурманское училище, из которого выпущен прапорщиком 30 августа 1873 года в 5-й флотский экипаж, однако во флоте долго не задержался и был переведён в армию, служил в 3-й артиллерийской бригаде.
Во время русско-турецкой войны 1877—1878 годов Истомин находился в составе Ловче-Сельвинского отряда и сражался под Плевной, затем совершил трудный зимний переход через Траянов перевал за Балканы. За отличие в этой кампании 18 декабря 1878 года был произведён в подпоручики.
Произведённый 20 декабря 1879 года в поручики Истомин сдал вступительные экзамены в Николаевскую академию Генерального штаба, которую окончил в 1883 году по 2-му разряду. Состоял при штабе Киевского военного округа. С 29 ноября 1883 года занимал должность старшего адъютанта штаба 12-й пехотной дивизии, 8 апреля 1884 года произведён в штабс-капитаны и 29 марта 1885 года — в капитаны. Цензовое командование ротой отбывал с 1 декабря 1885 года по 4 ноября 1886 года в 48-м пехотном Одесском полку.
Произведённый 30 августа 1890 года в подполковники Истомин тогда же был назначен штаб-офицером при управлении начальника 2-й местной бригады, а с 10 февраля 1894 года был штаб-офицером при управлении 55-й пехотной резервной бригады. 30 августа 1894 года произведён в полковники; цензовое командование батальоном отбывал с 30 апреля по 10 сентября 1894 года в 7-м гренадерском Самогитском полку.
8 октября 1901 года Истомин был назначен командиром 137-го пехотного Нежинского полка, во главе которого принял участие в русско-японской войне, в боях был контужен. 7 ноября 1904 года за отличие был произведён в генерал-майоры и назначен командиром 2-й бригады 1-й Сибирской пехотной дивизии, одновременно исполнял должности начальника гарнизона Телинского укреплённого района, начальника гарнизона Гунчжоуского района; затем был временно исполняющим дела начальника военных сообщений при Главнокомандующем на Дальнем Востоке. С 28 июля 1905 года занимал должность начальника этапного отдела военных сообщений при Главнокомандующем на Дальнем Востоке. За отличия против японцев Истомин 5 июня 1907 года был награждён золотым оружием с надписью «За храбрость» и орденами св. Владимира 3-й степени с мечами (6 декабря 1904 года) и св. Станислава 1-й степени с мечами (в 1905 году).
По возвращении в Россию Истомин 16 февраля 1906 года был назначен начальником штаба 4-го армейского корпуса. 1 мая 1913 года он был произведён в генерал-лейтенанты и назначен начальником 20-й пехотной дивизии на Кавказе.
В 1914 году, действуя на Кавказском фронте Первой мировой войны, одновременно с дивизией командовал Ольтинским отрядом, во главе которого участвовал в Кёприкейской и Сарыкамышской операциях. Высочайшим приказом от 17 мая 1915 года Истомин за отличия в боях против турок был награждён орденом св. Георгия 4-й степени.
С 15 марта 1915 года он был командиром 5-го Кавказского армейского корпуса, который воевал на европейском театре войны. В марте 1916 года этот корпус был переброшен на Кавказ, а Истомин оставлен на Западном фронте и 2 апреля назначен командиром только что сформированного 46-го армейского корпуса.
После Февральской революции при чистке высшего командного состава Истомин 6 апреля 1917 года был снят с занимаемой должности и зачислен в резерв чинов при штабе Минского военного округа. 23 октября уволен от службы по прошению с мундиром и пенсией. После Октябрьской революции Истомин остался в Петрограде и поступил на службу в РККА, в 1925 году был преподавателем Военно-морского гидрографического училища в Ленинграде. Дата смерти Истомина не установлена.

## Ордена
- Орден Святого Станислава 3-й степени (1880 год)
- Орден Святой Анны 3-й степени (1885 год)
- Орден Святого Станислава 2-й степени (1888 год)
- Орден Святой Анны 2-й степени (1898 год)
- Орден Святого Владимира 4-й степени (1903 год)
- Орден Святого Владимира 3-й степени с мечами (6 декабря 1904 года)
- Орден Святого Станислава 1-й степени с мечами (1905 год)
- Золотое оружие «За храбрость» (5 июня 1907 года)
- Орден Святой Анны 1-й степени (6 декабря 1910 года)
- Орден Святого Георгия 4-й степени (17 мая 1915 года)